# Трофимов, Сергей Юрьевич
Серге́й Ю́рьевич Трофи́мов (род. 19 мая 1961, Москва, СССР) — российский киноактёр, кинорежиссёр, кинопродюсер и кинооператор.

## Биография
Окончил Московский институт управления и затем несколько лет учился во Всероссийском государственном институте кинематографии. Снял более 250 рекламных роликов и несколько музыкальных видеоклипов. Много лет работает вместе с Тимуром Бекмамбетовым. Первой их совместной картиной стал «Пешаварский вальс» в 1994 году. Среди снятых им картин: «Ночной Дозор», «Дневной Дозор», «Монгол», «Ирония судьбы. Продолжение».
Член Российской Академии кинематографических искусств «Ника».
Член Киноакадемии стран азиатско-тихоокеанского региона (The Asia Pacific Screen Academy).

## Фильмография

### Актёрские работы
- 2005 — Дневной Дозор — секретарь Завулона
- 2009 — Чёрная молния  — алкоголик

### Режиссёрские работы
- 2021 — Девятаев (совместно с Тимуром Бекмамбетовым)
- 2022 — Нулевой пациент (совместно с Евгением Стычкиным)
- 2024 — Ёлки 11 (совместно с Александром Карпиловским, Александром Коттом и Егором Чичкановым)
- 2025 — Этерна

### Операторские работы
- 1994 — Пешаварский вальс (Побег из Афганистана)
- 2004 — Ночной Дозор
- 2005 — Казароза
- 2005 — Дневной Дозор
- 2007 — Монгол (совместно с Роджером Стофферсом)
- 2007 — Ирония судьбы. Продолжение
- 2009 — Чёрная молния
- 2010 — Дочь Якудзы
- 2010 — Ёлки
- 2011 — Ёлки 2
- 2012 — Август. Восьмого
- 2012 — Джунгли
- 2015 — Он — дракон
- 2017 — Гоголь. Начало
- 2017 — Последний богатырь
- 2017 — Троцкий
- 2017 — Ёлки новые
- 2018 — Гоголь. Вий
- 2018 — Гоголь. Страшная месть
- 2018 — Заповедник
- 2018 — Ёлки последние
- 2019 — Гоголь
- 2021 — Бендер: Начало
- 2021 — Бендер: Золото империи
- 2021 — Вертинский
- 2021 — Бендер: Последняя афера
- 2022 — Нулевой пациент
- 2022 — Страсти по Мольеру, или Маска Дон Жуана (экранная версия балета Бориса Эйфмана)[2]
- 2024 — Ёлки 11

### Продюсерские работы
- 2025 — Этерна

## Награды и номинации
- 2005 — номинация на премию киноизобразительного искусства «Белый квадрат» Гильдии кинооператоров России (фильм «Ночной Дозор»)
- 2005 — номинация на премию «Золотой орёл» За лучшую операторскую работу (фильм «Ночной Дозор»)
- 2007 — номинация на премию «Золотой орёл» За лучшую операторскую работу (фильм «Дневной Дозор»)
- 2007 — номинация на премию Киноакадемии Азиатско-Тихоокеанского региона (Asia Pacific Screen Awards) — «За достижения в кинооператорском искусстве» (фильм «Монгол»)
- 2008 — премия «Ника» За лучшую операторскую работу (фильм «Монгол»)[источник не указан 128 дней]
- 2008 — номинация на премию Европейской киноакадемии (Carlo Di Palma European Cinematographer Award) (фильм «Монгол»)
- 2013 — номинация на премию киноизобразительного искусства «Белый квадрат» Гильдии кинооператоров России (фильм «Август. Восьмого»)